# Teniet En-Nasr
Teniet En-Nasr è un comune dell'Algeria, situato nella provincia di Bordj Bou Arreridj.